# Залесье (Великосельский сельсовет)
Залесье (бел. Залессе) — деревня в Пружанском районе Брестской области. Входит в состав Великосельского сельсовета.
Расположена на краю Дикого болота. Тут проходит водораздел Балтийского и Чёрного морей. В деревне 8 домов — менее половины заселены коренными жителями, часть домов в собственности любителей птиц и дикой природы. Регулярно проводятся орнитологические, в том числе совиные лагеря для орнитологов и любителями наблюдений за птицами. Ввиду уникальности биотопа в районе деревни можно наблюдать такие редкие вилы птиц как: Большой подорлик, орлан-белохвост, бородатая неясыть, вертлявая камышовка, болотная сова, мохноногий сыч, воробьиный сыч, беркут и др. Желающие могут остановиться на ночлег в агроэкотуристической усадьбе «Залессе». Оборудовано место под палаточный городок.

## История
Сама деревня — это бывший господский двор «Залесье». По рассказам местных бабушек-старожил местный помещик проиграл усадьбу в карты[когда?]

 и Залесье с ближайшими землями и лесами было выставлено на аукцион, где его и купили их деды (несколько семей из деревни Мурава). С той поры — это застенок Залесье. С приходом советской власти в 1939 году земли и леса у жителей Залесья были экспроприированы.
В годы Великой Отечественной войны немцы, воевавшие против партизан, сожгли в 1943 году деревню. Жители были либо вывезены в отдалённые районы, либо угнаны в Германию. После окончания войны деревня медленно восстанавливалась. Многие малые деревушки в окрестностях не восстановились после войны. В послевоенное время действовала небольшая ферма. Сегодня деревня Залесье может представлять интерес для орнитологов и любителей природы. Многое для себя могут почерпнуть любители этнографии и фольклора.